# Sequestro de Katie Beers
Katherine Beers  (nascida em 30 de dezembro de 1982)  é uma mulher norte-americana que foi sequestrada aos 9 anos de idade em Bay Shore, Nova York por John Esposito, um amigo da família, e mantida em um abrigo subterrâneo de 28 de dezembro de 1992 a 13 de janeiro de 1993.

## Contexto
Katie Beers vivia com sua mãe Marilyn Beers e seu meio-irmão mais velho John Beers em Long Island, Nova York. Não se sabe quem era seu pai biológico. Quando mais nova, Katie também morou com sua madrinha Linda Inghilleri e o marido de Inghilleri, Salvatore. Marilyn abandonava com frequência Katie e John, deixando-os aos cuidados dos Inghilleris, de quem acabaram sofrendo abusos, incluindo várias agressões sexuais por parte de Salvatore.
John Esposito era um amigo da família Beers que gostava de dar atenção e presentes a Katie e John Beers, mas também abusava sexualmente de John. Esposito já havia sido preso em 1977 por tentativa de sequestro de um menino de 12 anos.

## Sequestro
Beers foi seduzida a entrar na casa de Esposito em Bay Shore, Nova York, em 28 de dezembro de 1992, dois dias antes de seu aniversário de 10 anos, pela promessa de que ganharia presentes de aniversário. Depois de Beers ter jogado videogame no quarto de Esposito, ele a forçou a entrar em um abrigo subterrâneo de concreto.
O abrigo de 1,80m x 2,10m estava localizado sob o jardim de Esposito e era acessado por um túnel de 1,80m de comprimento. O túnel de entrada estava tampado por um alçapão de concreto de 90 quilos e escondido atrás de uma estante removível no escritório de Esposito. O abrigo tinha um vaso sanitário e um sistema de circuito fechado de televisão. Dentro do abrigo havia um quarto à prova de som do tamanho de um caixão com uma cama e uma televisão onde Beers estava acorrentada. Mais tarde, Esposito contaria à polícia que havia construído o abrigo especificamente para Beers. A própria Beers mais tarde se lembrou de ter brincado na terra deslocada pelo abrigo enquanto Esposito o cavou alguns anos antes do sequestro.
Imediatamente após forçar Beers a entrar no abrigo, Esposito a fez gravar uma mensagem onde afirmava que um homem com uma faca a havia levado. Esposito tocou a mensagem em um telefone público do lado de fora do fliperama Spaceplex em Nesconset, Nova York, e disse aos funcionários do fliperama que havia perdido Beers dentro do prédio. A polícia foi chamada quando ela não foi localizada.
Durante seu cativeiro, Esposito visitava frequentemente Beers para abusar sexualmente dela, enquanto também fornecia comida, cobertores e brinquedos. Ele permitia que Beers entrasse na parte maior do abrigo quando ele a visitava, mas a forçava a voltar para a sala menor quando ela estava sozinha. Embora Beers tenha conseguido se libertar e escapar para o quarto maior na ausência de Esposito, depois de esconder uma chave debaixo do travesseiro, ela não conseguiu escapar do abrigo. Esposito disse a Beers que pretendia mantê-la no abrigo pelo resto da vida e planejava tirar uma foto dela dormindo e enviar à polícia para que pensassem que ela estava morta, mas a foto nunca foi tirada.
Esposito foi um suspeito desde o início da investigação policial, após acusações anteriores de abuso sexual contra John Beers e testemunhas no Spaceplex afirmando que ele entrou sozinho no fliperama no dia do desaparecimento de Beers. A polícia também determinou que a mensagem telefônica de Beers sobre um homem com uma faca era de uma gravação feita anteriormente com base na falta de ruído ao fundo no áudio.
Em 13 de janeiro de 1993, 17 dias após o sequestro, Esposito confessou ter mantido Beers em cativeiro e levou a polícia ao abrigo onde a resgataram.

## Conclusão
Esposito se declarou culpado de sequestro em 16 de junho de 1994, e foi condenado em 27 de julho de 1994, a uma pena de 15 anos a prisão perpétua, a qual cumpriu na prisão de Sing Sing, no condado de Westchester, Nova York. Durante o julgamento de Esposito, Beers disse que ele a estuprou durante seu cativeiro. Embora ele não tenha sido acusado disso, o juiz que o sentenciou concordou com ela. Esposito foi encontrado morto em sua cela por causas aparentemente naturais em 4 de setembro de 2013, pouco tempo após sua quarta audiência para liberdade condicional em 20 anos.
Salvatore Inghilleri foi condenado por duas acusações de abuso sexual e cumpriu pena de 12 anos por molestar Beers. Durante a investigação do sequestro, as autoridades descobriram que Inghilleri abusou sexualmente da menina antes de ter sido sequestrada. Ele foi processado também por esses crimes. Ele morreu na prisão em 2009.
Pouco tempo depois de seu resgate, Beers foi enviada para viver com pais adotivos em East Hampton, Nova Iorque, devido à negligência e ao abuso que as duas crianças haviam sofrido antes do sequestro. Beers foi mantida no anonimato e criada por seus pais adotivos até a idade adulta. Em janeiro de 2013, Beers falou em público pela primeira vez sobre sua experiência e revelou que estava casada, tinha dois filhos e trabalhava com seguros. Durante o mesmo mês, ela publicou um livro de memórias sobre sua provação.

## Mídia
Nos meses que se seguiram ao sequestro, foram publicados dois livros cobrindo o caso: My Name Is Katherine: The True Story of Little Katie Beers (Meu Nome é Katherine: A Verdadeira História da Pequena Katie Beers), escrito por Maria Eftimiades e Joe Treen, e 17 Days: The Katie Beers Story (17 Dias: A História de Katie Beers), de Arthur Herzog.
O livro das memórias de Beers, Buried Memories (conhecido como Help Me no Reino Unido ) foi co-escrito pela repórter Carolyn Gusoff, que cobriu o caso de Beers na época em que aconteceu, e foi publicado em 13 de janeiro de 2013, no 20º aniversário de seu resgate.
O episódio 20/20 da ABC, chamado "Saved", cobriu a história de Katie Beers em fevereiro de 2013.
A Investigation Discovery recontou o caso em um episódio de sua minissérie documental de 2020, Killer Carnies . Ele incluía relatos de Beers, do detetive principal da polícia e de outras pessoas.